# Пелліонія
Пелліонія (Pellionia) — рід квіткових рослин родини Кропивові (Urticaceae). Рід включає в себе більше 20 видів вічнозелених багаторічних трав'янистих рослин і напівчагарників, широко поширених в тропічних і субтропічних областях Південно-Східної Азії.

Сучасний аналіз ДНК показує, що роди Elatostema, Pellionia і Pilea можуть бути об'єднані в один рід.
У кімнатних умовах вирощують види Pellionia daveauana (Pellionia repens) та Pellionia pulchra (прекрасна).

Пелліонія Даво має яйцеподібне зелене листя зі світлою серединкою — світлою смугою уздовж серединної жилки листка; фарбуючи оливкові або бронзово-зелені. У Пелліонії прекрасної на верхній стороні листка дуже темні жилки, нижня сторона пурпурна.
Зазвичай вирощуються в тераріумі або «темно-зеленому садку», як ампельна або грунтовопокривна рослина потребує складнішого догляду. Вимагають високої вологості повітря і тепла взимку, тіні.